# Балабанівка (Кам'янець-Подільський район)
Балабані́вка — село в Україні, у Новоушицькій селищній територіальній громаді Кам'янець-Подільського району Хмельницької області.

## Символіка

### Герб
Щит у золотистій оправі, поділений на дві частини хвилястою лінією синього кольору від правого верхнього кута до лівого нижнього. Це символ річки, що поділяє село на дві частини. Лівий верхній кут лазурового кольору, на якому знаходить гілка яблуні з плодами, а правий нижній кут зеленого кольору — жовте колосся з листком. Разом вони символізують основні види зайнятості населення. У нижній частині щита розміщено срібний хрест з джерелом, як знак потужного лікувального джерела.

### Прапор
Прямокутне полотнище складається з двох частин, які розділенні з верхнього правого кута до лівого нижнього. Ліва частина прапора синього кольору, як символ річки, що протікає в середині села. Права частина — зеленого кольору, яка символізує велику кількість зеленого насадження.

## Історія
В перше село письмово згадується з 1661 року.
У 1735 році збудована дерев'яна церква Різдва Богородиці.
Селяни були звільнені від кріпосного права в 1861 році. На честь цієї події в багатьох селах Поділля на в'їздах встановлювали пам'ятні фігири, такі збереглись в селах: Нігин, Черче.
Внаслідок поразки Перших визвольних змагань на початку XX століття, село надовго окуповане російсько-більшовицькими загарбниками.
Радянська окупація принесла колективізацію та розкуркулення, селяни зазнали репресій.

### Бій 20 серпня 1920 року

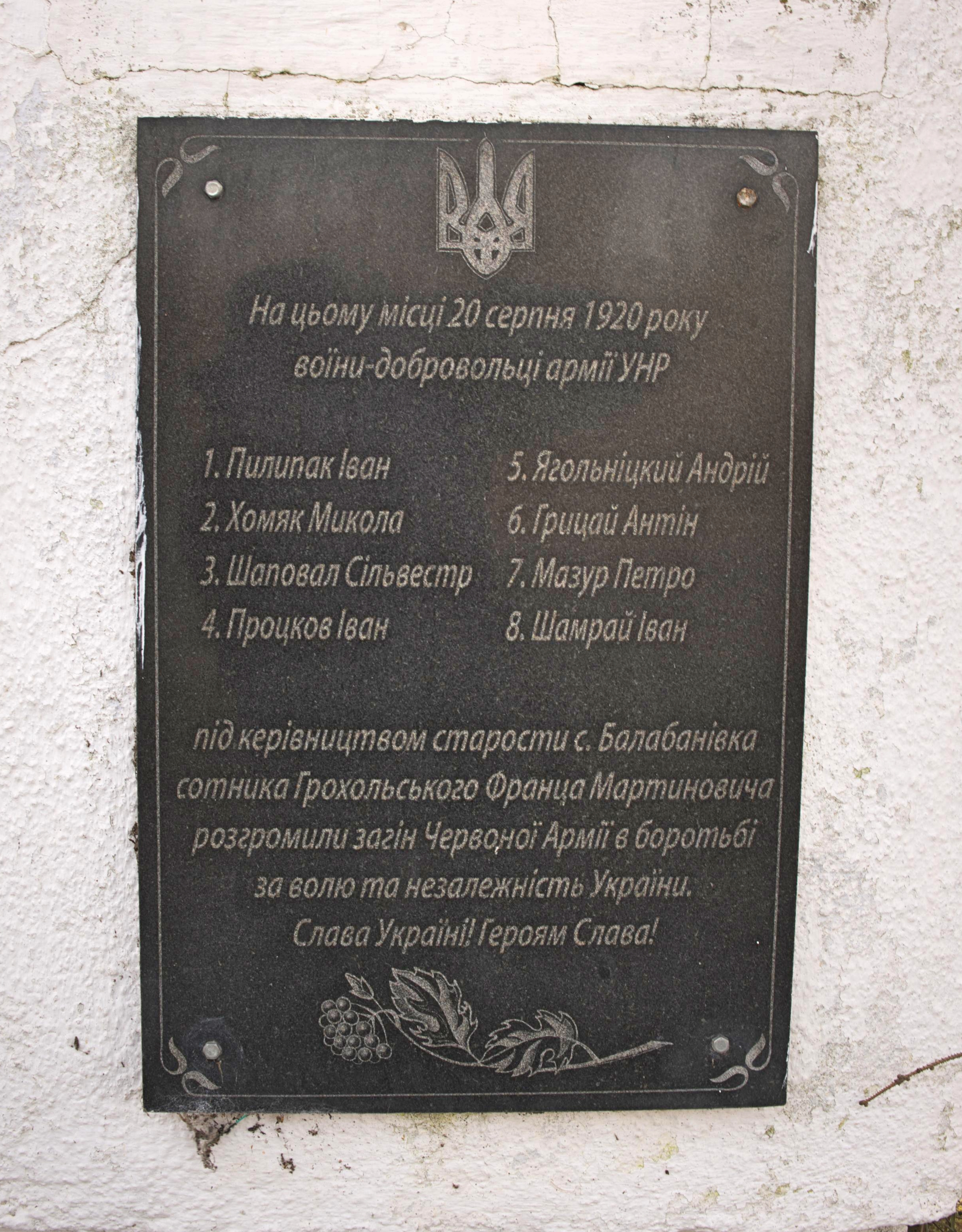
Монумент на трасі в честь бою 20 серпня 1920 року

Герб Української Народної Республіки

Бій, що відбувся поблизу села Балабанівка 20 серпня 1920 року. Матеріали про ті події зібрали історик та крає-знавець Андрій Білик і вчитель місцевої Малостружківської школи Володимир Романюк. Тоді українські патріоти у запеклому бою зуміли перемогти кількісно переважаючий загін червоноармійців. Червоні були розгромлені, а ті, хто залишився живими, відступили в бік села Вербовець. За свідченнями Валерія Грохольського, ще кривавішим було зіткнення загону самооборони, на чолі якого був Федір Олександровський, що діяв у селі Заміхів, з червоними вояками. Ополченці підтримували зв'язки з армією Директорії, отримували від Петлюри зброю, боєприпаси, а також необхідну інформацію. У серпні 1920 року з Кам'янця-Подільського (що був одним із опорних пунктів Директорії) надійшло повідомлення, що на територію краю має прибути червоний загін чисельністю більше ста осіб. Натрапивши на опір місцевих ополченців біля села Балабанівка, червоні вислали розвідку у район Заміхова, яка поблизу в'їзду у село потрапила у засідку. Відбувся бій. Червоні залишили тут 36 бійців убитими, а ополченці втратили лише двох. На цьому місці більшовики висипали братську могилу. В радянські часи там було встановлено пам'ятник. Можна судити, що загін ополченців був досить чисельним, у ньому нараховувалося понад 50 осіб.
Учасники бою 20 серпня 1920 року біля села Балабанівка були:
- Іван Пилипак — стрілок
- Микола Хом'як — кулеметник
- Сильвестр Шаповал — боєць
- Іван Процьков — боєць
- Андрій Ягольніцький — боєць
- Антін Грицай — боєць
- Петро Мазур — боєць
- Іван Шамрай — боєць
- Франц Грохольський — староста села, сотник армії УНР.

### Часи Голодомору на селі
За даними офіційних джерел (тогочасних ЗАГСів, які хоч і не завжди реєстрували правдиву кількість померлих, саме від голоду, бо було заборонено вказувати, що людина померла голодною смертю) в селі в 1932—1933 роках загинуло близько 17 жителів села. На сьогодні встановлено імена лише 10 осіб. Мартиролог укладений на підставі поіменних списків жертв Голодомору 1932—1933 років, складених Кучанською сільською радою згідно даних місцевого РАГСу (хоча й звіритися з конкретними документальними свідченнями стає майже неможливо, оскільки не всі вони дійшли до наших днів, у силу різних обставин Поіменні списки зберігаються в Державному архіві Хмельницької області.
Кількість померлих і їх особисті дані не є остаточними, оскільки не всі дані збереглися і не все заносилося до книг обліку тому є ймовірність, того, що мартиролог Голодомору в селі буде розширений

### У Незалежній Україні
З 1991 року — в складі незалежної України.
До адміністративної реформи 19 липня 2020 року село належало до Новоушицького району, після його ліквідації увійшло до складу Кам'янець-Подільського району.
Колишній оргнан місцевого самоврядування — Малостружківська сільська рада.

## Населення
Населення становить 256 осіб.

### Мова
У селі поширені західноподільська говірка та південноподільська говірка, що відносяться до подільського говору, який належить до південно-західного наріччя.
Розподіл населення за рідною мовою за даними перепису 2001 року:
| Мова       | Відсоток |
| ---------- | -------- |
| українська | 99,61 %  |
| російська  | 0,39 %   |